# عين تاغروت
عين تاغروت 
عين ثغروط نسبة الى عين العرب التي توفي عندها جندي قديم اصيب في عظم كتفه (ثغروط بالبربرية القديمة)تحولت الى تغروت ترجمة الى الفرنسية.thaghrout
هي مدينة قديمة تاسست في عهد الدايات وكانت مركز عبور يحوي فندقا للقوافل كارافان صراي اسسه العثمانيون بجوار منبع مياه يدعى حاليا عين لوطانية وفي عهد الاستعمار الفرنسي تحولت الى بلدية سنة 1881 بقرار من بلدية باريس .بعد الاستقلال اعتمدت بلدية تابعة لولاية سطيف الى غاية التقسيم الاداري 1984 حيث اصبحت تابعة لدائرة راس الوادي ولاية برج بوعريريج في الجزائر . وفي سنة 1994 رقيت الى دائرة بقرار حكومي.
بلغ عدد سكانها حسب تعداد عام2016ما يقارب 25000 نسمة.